# São Raimundo Nonato (microregio)
São Raimundo Nonato is een van de 15 microregio's van de Braziliaanse deelstaat Piauí. Zij ligt in de mesoregio Sudoeste Piauiense en grenst aan de microregio's Alto Médio Canindé, Alto Médio Gurguéia, Bertolínia, Floriano en Juazeiro (BA). De microregio heeft een oppervlakte van ca. 27.645 km². In 2006 werd het inwoneraantal geschat op 128.083.
Vijftien gemeenten behoren tot deze microregio:
- Anísio de Abreu
- Bonfim do Piauí
- Brejo do Piauí
- Canto do Buriti
- Caracol
- Coronel José Dias
- Dirceu Arcoverde
- Dom Inocêncio
- Fartura do Piauí
- Guaribas
- Jurema
- Pajeú do Piauí
- São Braz do Piauí
- São Lourenço do Piauí
- São Raimundo Nonato

Mesoregio's: Centro-Norte Piauiense · Norte Piauiense · Sudeste Piauiense · Sudoeste Piauiense

Microregio's: Alto Médio Canindé · Alto Médio Gurguéia · Alto Parnaíba Piauiense · Baixo Parnaíba Piauiense · Bertolínia · Campo Maior · Chapadas do Extremo Sul Piauiense · Floriano · Litoral Piauiense · Médio Parnaíba Piauiense · Picos · Pio IX · São Raimundo Nonato · Teresina · Valença do Piauí